# Alosza Popowicz i wąż Tugaryn
Alosza Popowicz i wąż Tugaryn (ros. Алёша Попович и Тугарин змей, Alosza Popowicz i Tugarin zmiej) – rosyjski film animowany z 2004 roku w reżyserii Konstantina Bronzita, oparty na staroruskiej bylinie o Aloszy Popowiczu.
W Polsce został wydany przez Monolith Films na DVD 6 lutego 2008 roku.

## Opis fabuły
Film opowiada o młodzieńcu z wielką odwagą, ale niezbyt wielkim rozumie – Aloszy Popowiczu, który wraz z Lubawą, jej babką, staruszkiem Tichonem i mówiącym koniem Juliuszem postanawia odzyskać skarby oraz pokonać Tugarina i wojowników.